# Энгельман, Август
Август (Егорович) Энгельман (нем. Ernst August Engelmann; 1830—1858) — исследователь проблем правовой науки; историк и публицист.

## Биография
Родился 16 (28) сентября 1830 года в Митаве. Отец, Эрнст Георг Энгельманн (нем. Ernst Georg Engelmann), родом был саксонец, по образованию богослов. В 1828—1862 годах был старшим преподавателем гимназии в Митаве, затем — инспектором. Мать (Karoline Henriette Loopuyt) умерла в 1840 году, когда Августу было 10 лет.
Получил высшее юридическое образование, был магистром права; профессором — в Москве.
Умер 25 июня (7 июля) 1858 года.

## Научная деятельность
Сферу научных интересов Энгельмана составляли проблемы древних и средних эпох истории права.
Вклад Энгельмана в развитие российского правоведения состоит прежде всего в исследовании таких важных для истории российского и европейского права проблем, как проблемы влияния греко-римского права на судьбы европейского, в том числе и современного права. Как полагал Энгельман, Византия имеет несомненные заслуги перед Европой. Во-первых, Византия, восприняв строй и юридический быт римского государства, сохраняла римскую культуру, государство и право ещё на протяжении столетия. Во-вторых, Византия явилась посредницей между древним и новым миром, римское право, вошедшее в жизнь западноевропейских государств, не было подлинным римским правом, а носило на себе печать и византийского законотворчества. В третьих, государства Западной Европы периода раннего Средневековья восприняли ряд обрядов и обычаев придворной жизни государей Византии, присущую ей иерархию государственных должностей и титулов.
Историю греко-римского права Энгельман предлагал изучать с трёх позиций: византийской, всеобще-исторической и практической. Специальный византийский аспект, по его мнению, может сводиться к изучению истории римского права непосредственно в условиях Византии, всех тех дополнений и изменений, которое это право претерпело после падения Римской империи. Всемирно-исторический аспект исследования характеризуется изучением конкретных путей, способов воздействия греко-римского права, дополненного Византией, на средневековое право европейских стран. При этом нужно учитывать, что большинство славянских государств получили римское право только в форме византийских законов и иных правовых источников.
Энгельман предлагал всю историю византийского права разделить на три периода: первый — от Константина Великого (312 год н. э.) до половины седьмого столетия; второй — от воцарения дома Македонянина (887 год н. э.); и третий — последние шесть столетий до падения Византии в 1453 году.
Ценность работы Энгельмана в области истории греко-римского права состоит ещё и в том, что им приведено весьма полное библиографическое описание 168 научных источников по исследуемой проблеме.